# Dear Old Girl
Dear Old Girl er en amerikansk stumfilm fra 1913.

## Medvirkende
- Francis X. Bushman som Ted Warren.
- Beverly Bayne som Dora Allen.
- William Bailey.
- Frank Dayton som John Allen.
- Helen Dunbar som Mrs. Allen.